# 985工程
985工程（きゅうはちごこうてい、英語: Project 985）は中国教育部が1998年5月に定めたもので、中国の大学での研究活動の質を国際レベルに上げるために、211工程の中で限られた重点大学に重点的に投資していくプログラムである。江沢民党総書記（最高指導者）が北京大学創立100周年の際に初めて言及した。
985工程に含まれる39の大学は、長年にわたって中国のトップ大学群として広く認識されている。2023年の全国統一大学入試（中国語で「高考」、日本でいうセンター試験）で全国の受験生は1,291万人、そのうち985大学の合格者は約1.68％。安易な比較であるが、日本のトップ大学群である旧帝大と東京工業大学、一橋大学に進学できる割合は約3.3%である。この合格率の違いからも、985工程の大学に合格するための競争が非常に激しいことを示している。
基本的に、985工程大学は中国において最も優れた教育資源を有し、研究力や社会的評価の面でもトップクラスの大学群である。また、多くの企業（特に国有企業、政府機関、大手IT企業）では、985大学の卒業生を優遇する傾向がある。さらに、大学院への推薦入学（保研）や海外留学の面でも、985大学の学生は非常に高い競争力を持っている。
2019年11月28日、985工程は211工程とともに双一流に統合されると教育部の説明があった。

## 985工程認定校リスト（39校）
2024年の時点で、中国本土には3,117校の大学が存在する（同時期の日本は810校）。そのうち、39校が中国政府によって「985工程大学」に指定されている：
| 所在地   | 対象校           | 英語ネーム                                               | 所轄部門               |
| -------- | ---------------- | -------------------------------------------------------- | ---------------------- |
| 北京市   | 清華大学         | Tsinghua University                                      | 教育部                 |
| 北京市   | 北京大学         | Peking University                                        | 教育部                 |
| 北京市   | 中国人民大学     | Renmin University of China                               | 教育部                 |
| 北京市   | 北京師範大学     | Beijing Normal University                                | 教育部                 |
| 北京市   | 中国農業大学     | China Agricultural University                            | 教育部                 |
| 北京市   | 北京航空航天大学 | Beihang University                                       | 国防科学技術工業委員会 |
| 北京市   | 北京理工大学     | Beijing Institute of Technology                          | 国防科学技術工業委員会 |
| 北京市   | 中央民族大学     | Minzu University of China                                | 国家民族事務委員会     |
| 天津市   | 南開大学         | Nankai University                                        | 教育部                 |
| 天津市   | 天津大学         | Tianjin University                                       | 教育部                 |
| 遼寧省   | 大連理工大学     | Dalian University of Technolog                           | 教育部                 |
| 遼寧省   | 東北大学 (中国)  | Northeastern University                                  | 教育部                 |
| 吉林省   | 吉林大学         | Jilin University                                         | 教育部                 |
| 黒龍江省 | ハルビン工業大学 | Harbin Institute of Technology                           | 国防科学技術工業委員会 |
| 上海市   | 上海交通大学     | Shanghai Jiao Tong University                            | 教育部                 |
| 上海市   | 復旦大学         | Fudan University                                         | 教育部                 |
| 上海市   | 同済大学         | Tongji University                                        | 教育部                 |
| 上海市   | 華東師範大学     | East China Normal University                             | 教育部                 |
| 江蘇省   | 南京大学         | Nanjing University                                       | 教育部                 |
| 江蘇省   | 東南大学         | Southeast University                                     | 教育部                 |
| 浙江省   | 浙江大学         | Zhejiang University                                      | 教育部                 |
| 安徽省   | 中国科学技術大学 | University of Science and Technology of China            | 中国科学院             |
| 陝西省   | 西安交通大学     | Xi’an Jiaotong University                                | 教育部                 |
| 陝西省   | 西北農林科技大学 | Northwest A&F University                                 | 教育部                 |
| 陝西省   | 西北工業大学     | Northwestern Polytechnical University                    | 国防科学技術工業委員会 |
| 福建省   | 厦門大学         | Xiamen University                                        | 教育部                 |
| 山東省   | 山東大学         | Shandong University                                      | 教育部                 |
| 山東省   | 中国海洋大学     | Ocean University of China                                | 教育部                 |
| 湖北省   | 武漢大学         | Wuhan University                                         | 教育部                 |
| 湖北省   | 華中科技大学     | Huazhong University of Science and Technology            | 教育部                 |
| 湖南省   | 湖南大学         | Hunan University                                         | 教育部                 |
| 湖南省   | 中南大学         | Central South University                                 | 教育部                 |
| 湖南省   | 国防科学技術大学 | National University of Defense Technology                | 中央軍事委員会         |
| 広東省   | 中山大学         | Sun Yat-sen University                                   | 教育部                 |
| 広東省   | 華南理工大学     | South China University of Technology                     | 教育部                 |
| 四川省   | 四川大学         | Sichuan University                                       | 教育部                 |
| 四川省   | 電子科技大学     | University of Electronic Science and Technology of China | 教育部                 |
| 重慶市   | 重慶大学         | Chongqing University                                     | 教育部                 |
| 甘粛省   | 蘭州大学         | Lanzhou University                                       |                        |